# Dan Quinn (Eishockeyspieler)
Daniel Peter Quinn (* 1. Juni 1965 in Ottawa, Ontario) ist ein ehemaliger kanadischer Eishockeyspieler und derzeitiger Golfer sowie Caddie, der während seiner aktiven Karriere zwischen 1981 und 1996 unter anderem 870 Spiele für die Calgary Flames, Pittsburgh Penguins, Vancouver Canucks, St. Louis Blues, Philadelphia Flyers, Minnesota North Stars, Ottawa Senators und Los Angeles Kings in der National Hockey League auf der Position des Centers bestritten hat. Im Anschluss an seine aktive Laufbahn im Eishockey verfolgte Quinn eine Karriere als erfolgreicher Golfer auf der Celebrity Players Golf Tour und arbeitete als Caddie für zahlreiche Topspieler auf der PGA Tour.

## Karriere
Quinn spielte während seiner Juniorenzeit zwischen 1981 und 1983 für die Belleville Bulls in der Ontario Hockey League. Nachdem er im NHL Entry Draft 1983 an 13. Gesamtposition von den Calgary Flames aus der National Hockey League ausgewählt worden war, holten diese ihn aufgrund seines großen Talents kurz nach Beginn der Saison 1983/84 in ihren Kader. Während seiner Zeit in der OHL hatte er in 165 Spielen 265 Scorerpunkte erreicht.
Bei den Flames verbrachte Quinn drei Spielzeiten und verbesserte sich in seinen statistischen Werten von Jahr zu Jahr kontinuierlich, obwohl Calgary zu dieser Zeit einen personell stark besetzten Kader mit vielen erfahrenen Spielern besaß. In seinem dritten Jahr hatte sich der Center auf 30 Tore und 72 Punkte gesteigert. Kurz nach Beginn der Spielzeit 1986/87 – im November 1986 – wurde Quinn im Tausch für Mike Bullard zu den Pittsburgh Penguins transferiert. Im Team um Mario Lemieux war der Kanadier der Mittelstürmer der zweiten Angriffsreihe und füllte diesen Part mit Spielzeiten von 71, 79 und 94 Scorerpunkten erfolgreich aus. Seine 40 Tore in der Saison 1987/88 und die 94 Punkte gepaart mit 60 Torvorlagen im Folgejahr stellten jeweils Karrierebestmarken dar. Allerdings nach einem schwachen Start in die Spielzeit 1989/90 wurde er im Januar 1990 mit Dave Capuano und Andrew McBain im Tausch für Rod Buskas, Barry Pederson und Tony Tanti an die Vancouver Canucks abgegeben.
An der kanadischen Westküste verblieb Quinn zwei Jahre. Allerdings verhinderten sein in Ligakreisen bekannter geringer Arbeitsaufwand auf dem Eis und seine Eskapaden außerhalb davon, dass sich die Canucks langfristig an ihn banden. In einem der größten Transfergeschäfte der Franchise-Geschichte der Canucks wurde er im März 1991 mit Verteidiger Garth Butcher an die St. Louis Blues abgegeben. Diese schickten im Gegenzug Geoff Courtnall, Robert Dirk, Cliff Ronning, Sergio Momesso und ein Fünftrunden-Wahlrecht im NHL Entry Draft 1992 nach Vancouver. Quinns Zeit in St. Louis dauerte allerdings nur 14 Spiele in der regulären Saison und 13 Play-off-Partien an. Bereits im Sommer 1991 wurde der Center mit Rod Brind’Amour zu den Philadelphia Flyers geschickt, die dafür Ron Sutter und Murray Baron ziehen ließen. Auch hier verblieb der Stürmer nur eine Spielzeit, ehe es ihn zur Saison 1992/93 als Free Agent zu den Minnesota North Stars zog.
Als Mitglied der North Stars folgte im November 1992 der Karriereknick. Gemeinsam mit seinen ehemaligen Teamkollegen aus Pittsburgh – Mario Lemieux, Rick Tocchet und Bob Errey – und vier jungen Frauen hatte Quinn einen Abend verbracht. Anschließend waren alle ins Teamhotel der Penguins zurückgekehrt. In der Folge des Abends wurde Quinn beschuldigt, eine der vier Frauen in einem Hotelzimmer vergewaltigt zu haben. Aufgrund der Vorwürfe wurde Anklage gegen Quinn erhoben und ein Verfahren eröffnet, das aber wenig später fallengelassen wurde, nachdem sich herausstellte, dass beide einvernehmlichen Geschlechtsverkehr gehabt hatten. Quinns Ruf war in der Folge – auch durch die Zeit in Untersuchungshaft, die veranschlagte Kaution von 30.000 US-Dollar und die erhöhte Medienpräsenz – ruiniert. Die North Stars lösten den Vertrag ihrerseits auf.
In der Folge flüchtete Quinn in die Schweiz, wo er die Saison 1993/94 beim SC Bern in der Nationalliga A verbrachte. Erst im März 1994 kehrte der Angreifer nach Kanada zurück und beendete die Saison in seiner Geburtsstadt bei den Ottawa Senators. Aufgrund des Lockouts zu Beginn der NHL-Saison 1994/95 kehrte Quinn noch einmal in die Schweiz zurück und absolvierte einige Begegnungen für den EV Zug, bevor er sich im September 1994 für ein Jahr den Los Angeles Kings anschloss. Zwischen 1995 und 1996 folgten weitere Engagements bei seinen Ex-Klubs Ottawa Senators, Philadelphia Flyers und Pittsburgh Penguins, wo er im November 1996 entlassen wurde und daraufhin seine Karriere beendete.
Im Anschluss an seine Eishockeykarriere versuchte sich Quinn als erfolgreicher Golfer auf der Celebrity Players Golf Tour. Als Caddie war er auf der PGA Tour für John Daly, Ernie Els und Joost Luiten tätig. 

### International
Quinn vertrat sein Heimatland bei der Weltmeisterschaft 1987 in Österreich, wo er mit dem Team den vierten Platz belegte und einen Medaillengewinn knapp verpasste. In zehn Turnierspielen erzielte der Stürmer zwei Tore und bereitete ebenso viele vor.

## Erfolge und Auszeichnungen
- 1981 Jack Ferguson Award

## Karrierestatistik

### International
Vertrat Kanada bei:
- Weltmeisterschaft 1987

(Legende zur Spielerstatistik: Sp oder GP = absolvierte Spiele; T oder G = erzielte Tore; V oder A = erzielte Assists; Pkt oder Pts = erzielte Scorerpunkte; SM oder PIM = erhaltene Strafminuten; +/− = Plus/Minus-Bilanz; PP = erzielte Überzahltore; SH = erzielte Unterzahltore; GW = erzielte Siegtore; 1 Play-downs/Relegation; Kursiv: Statistik nicht vollständig)